# ニューワールド (映画)
『ニューワールド』（仏: Le nouveau monde, 英: The New World）は、2007年製作のフランスの映画。
2009年7月11日に第18回東京国際レズビアン&ゲイ映画祭で日本初上映された。

## キャスト
- ルーシー：ナタリア・ドンシェーヴァ
- マリオン：ヴァネッサ・ラール
- ヒューゴ：グレゴリー・フィトゥーシ